# 上野雅恵
上野 雅恵（うえの まさえ、1979年1月17日 - ）は、日本の女子柔道選手。階級は70kg級。2004年アテネオリンピック、2008年北京オリンピック柔道女子70kg級金メダリスト。さらには、ミュンヘン世界選手権、大阪世界選手権の70kg級金メダリストでもある。北海道旭川市に生まれ、2歳の時に湧別町に住む。北海道旭川南高等学校卒業。身長161cm。血液型はA型。得意技は大内刈、大外刈、寝技。上野3姉妹の長女で、次女の順恵は世界選手権63kg級2連覇を達成。三女の巴恵は70kg級の世界ジュニアチャンピオンとなった。2018年から2025年3月まで三井住友海上女子柔道部の監督及びコーチに名を連ねていた。

## 来歴

### 高校まで
旭川市で生まれるが2歳の時に湧別町に移り、そこで両親が町道場を開いたので、それがきっかけで6歳の時に柔道を始めた。柔道を始めるにあたって長かった髪を短く切られたことで幼心ながらショックを覚えたという。学校から帰ったら道場に出向いて父親に厳しく鍛えられるという日々を過ごすことになった。ただ、週末になると家族や道場の関係者とよくキャンプ場に行ったことが気分転換にもなったという。その後、また旭川に戻ることになった。
六合中学1年の8月には、新設された全国中学校柔道大会の個人戦56kg級に出場するが予選リーグで敗れた。2年の時は56kg超級で出場するが、またも予選リーグで敗れることになった。3年の時には予選リーグは突破するが、決勝トーナメント1回戦で今大会優勝した夙川学院中学1年の薪谷翠に技ありを取られて敗れた。
父親の出身高校でもあった旭川南高校に入学したが、柔道部では同期が10名ほどいたものの上野を除いて全員白帯の素人だった。しかし、監督の中野政美は上野だけを特別扱いすることはなかったという。しかしその一方で、「お前なら世界チャンピオンになれるぞ」と奮起を促されもした。また、中野からは常に、「気の入った練習をしないと強くならない」、「人の話をちゃんと聞く素直な心を持ちなさい」、「感謝する気持ちを忘れずに」と3つの言葉をかけられたものの、技術的なことはあまり言われなかった。柔道部の6学年上にはアトランタオリンピック61kg級金メダリストで、後に会社の先輩ともなる恵本裕子が在籍していた。高校2年になる直前の3月には全国高校選手権に出場するが、2回戦で埼玉栄高校2年の福田美奈子に敗れた。
高校2年になると、10月の国体少年女子の部で3位となった。続いて全国女子柔道体重別選手権大会に出場するが、3回戦で拓殖大学3年の中市陽子に敗れた。
翌年3月の全国高校選手権では決勝まで進むが、この年のアトランタオリンピックに高校生で代表になった土浦日大高校2年の一見理沙に腕挫十字固で一本負けして2位に終わった。
高校3年になると、4月のフランスジュニア国際では3位となった。7月には世界ジュニアの女子代表派遣選考会で優勝を果たしたものの、結果として今大会に出場しなかった一見が代表になり、世界ジュニアには出場できなかった。7月にはアトランタオリンピックに出場した高校の先輩である恵本裕子を応援するために校長室でテレビ観戦をしたが、それまでは柔道の大会をテレビで見ることにほとんど興味はなかったので、まともに柔道を見たのはこの時が初めてだったという。8月のインターハイ団体戦では予選リーグで敗れたものの、今大会の北海道予選で優勝できたことが高校時代の一番の思い出だと語っている。10月の全国女子体重別では3回戦で一見に敗れた。なお、北海道で住友海上柔道部の合宿が開催されたので参加してみると、極め細やかな指導を受けたことや、雰囲気が良かったことに感銘を受けた。それがきっかけでほぼ決まりかけていた大学進学を諦めて、世界で勝つために住友海上への入社を決断した。旭川から出たことのない田舎者だったので最初は躊躇いもあったものの、もはや迷いはなかった。

### 社会人時代

#### シドニーオリンピックまで
1997年4月からは住友海上に入社して、柔道部の一員になった。
8月の実業柔道選手権では、決勝で近畿通関の中市陽子を判定で破って優勝を果たした。
11月の全国女子体重別では、2回戦で純真女子短期大学教員の本田由記子に敗れた。
1998年4月の全日本選手権準決勝では、準々決勝で警視庁の阿武教子に背負投で一本勝ちした筑波大学1年の前田桂子を判定で破るも、決勝ではコマツの二宮美穂に合技で一本負けしたが、70kg級の選手ながら19歳にして全日本の決勝まで進出した。
5月の選抜体重別では、準々決勝でミキハウスの吉田早希に敗れた。
8月の実業柔道選手権決勝では、住友海上の1年先輩である貝山仁美から有効3つを取って快勝して2連覇を成し遂げた。
9月の全日本ジュニアでは、準決勝で福岡工大付属高校3年の本田明日香に判定で敗れて3位に留まった。
11月の全国女子体重別では、決勝で警視庁の中村友栄に上四方固で一本勝ちして、今大会初優勝を飾った。
1999年1月には福岡国際に初出場するが、準決勝で塩谷建設の佐野奈津子に効果を取られて敗れるが、3位決定戦で韓国の崔英煕に縦四方固で一本勝ちして3位になった。
2月のドイツ国際では、準決勝でドイツのイヴォンヌ・バンサルトに小外掛で敗れるが、3位決定戦ではイタリアのイレニア・スカピンを横四方固で破って3位となった。
4月の全日本選手権では、準決勝で大阪府警の山本恵を技ありで破って2年連続決勝に進み、阿武と試合終盤まで互角の展開を繰り広げるものの、最後は大内刈で有効を取られて2位に終わった。
5月の体重別では、準決勝で吉田に有効を取られて敗れるが、3位決定戦で福田に注意で勝った。
体重別の結果は3位だったものの、世界選手権の代表に選出された。
10月にイギリスのバーミンガムで開催された世界選手権では、3回戦でベルギーのウラ・ウェルブルックに大外刈で有効を取られて敗れたが、その後持ち直して3位決定戦まで勝ち上がるものの、そこで地元イギリスのケイト・ホーウェイに開始直後の双手刈で一本負けして5位に終わった。
11月の全国女子体重別では、決勝でコマツの天尾美貴から有効を取って今大会2連覇を達成した。
2000年2月のドイツ国際では、準決勝でホーウェイに一本背負投で敗れるが、3位決定戦ではスカピンから有効を取って3位となった。
4月の体重別では決勝で天尾に警告で敗れたものの、女子代表監督の吉村和郎によれば、｢上野は精神的に強く、物事に動じないところがあり、天尾よりメダル獲得の可能性が高い｣だとして、シドニーオリンピック代表に選ばれた。
5月に大阪で開催されたアジア選手権では、準決勝でアトランタオリンピック66kg級金メダリストである韓国の曺敏仙に縦四方固で一本勝ちすると、決勝でもモンゴルのドロジュゴトフ・ツェレンハンドに出足払で一本勝ちして、オール一本勝ちで今大会を制した。
9月のシドニーオリンピックでは、初戦、2回戦ともに一本勝ちするが、3回戦でスペインのウルスラ・マーティンに足車で一本負けを喫すると、敗者復活戦でもウェルブルックに合技で敗れて9位に終わった。
この時は体重管理がうまくいかず、70kg級の選手ながら66kgしかなくスタミナがすぐ切れてしまったという。

#### アテネオリンピックまで
12月の福岡国際では、3回戦でシドニーオリンピック金メダリストであるキューバのシベリス・ベラネスに袖釣込腰で一本負けすると、3位決定戦でも天尾に判定で敗れて5位に終わった。
2001年2月のフランス国際では、決勝でウェルブルックに効果を取られて2位に終わった。
4月の体重別では、決勝で埼玉大学4年の古賀幸恵に崩上四方固で一本勝ちして今大会初優勝を飾るとともに、世界選手権代表に選ばれた。
続いて2年ぶりに出場した全日本選手権では、3回戦で二宮を注意で破るが、準決勝で今大会優勝した筑波大学3年の薪谷に合技で敗れて3位となった。
7月にミュンヘンで開催された世界選手権では、準決勝でウェルブルックに足車で一本勝ちすると、決勝ではホーウェイから大外刈で有効を取って優勢勝ちして、世界チャンピオンとなった。
大会前はトレーニングマシーンに柔道衣を着けて実際の組手と同じような動作をさせて、それを引き付けたりする訓練を積んだ結果、以前とは筋肉の付き方が大きく変わって、前腕がさらに太くなったことも優勝に貢献した要因だという。また、女子代表監督の吉村和郎は後の述懐で、｢田村亮子や阿武教子のようなスター選手が優勝しても当たり前だと思われるが、上野のような選手が優勝したことで、他の選手もあの人が勝てるなら自分も勝てるかもしれないと奮起することになり、そこから日本女子柔道は全体として大きく飛躍することになった｣と述べている。
11月にはこの当時としては珍しい賞金付き大会であるグランプリ・セビリアに出場するが、スペインのセシリア・ブランコに敗れて3位にとどまった。
12月の福岡国際では初戦でドイツのアネット・ベームに大外刈で一本負けすると、敗者復活戦でもベルギーのキャサリン・ジャックに技ありで敗れて7位に終わった。
2002年2月のフランス国際では、決勝でキューバのレグラ・レイエンに一本勝ちして今大会初優勝を飾った。
4月の体重別では、決勝で帝京大学3年の風戸晴子に大内返で一本負けして2位に終わるが、アジア大会代表に選ばれた。
続く全日本選手権では、準々決勝で大阪府警の山下まゆみを判定で破るが、準決勝で今大会優勝した東海大学3年の塚田真希に小外刈で敗れて3位となった。
6月の実業柔道団体では、決勝でコマツの78kg級の選手である松崎みずほに大外刈で一本勝ちして、チームの優勝に貢献した。
9月にスイスのバーゼルで開催されたワールドカップ国別団体戦では初戦でオランダのエディス・ボッシュに体落で一本勝ちするが、決勝ではベラネスに技ありを取られて敗れたものの、一緒に出場した妹の順恵は準決勝のフランス戦でリュシ・ドコスに一本勝ちするなど活躍して、チームは優勝を飾った。
10月に釜山で開催されたアジア大会では、準決勝で韓国の裵恩惠に指導で敗れるが、3位決定戦でモンゴルのムハルシャル・エンフツェツェグに大内刈で一本勝ちして3位となった。
11月の全国女子体重別では、3回戦で筑波大学1年の中川愛子に注意で敗れてメダルを獲得できなかった。
12月の福岡国際では、準決勝でボッシュに崩上四方固で一本負けするが、3位決定戦ではスロベニアのラシャ・スラカに崩袈裟固で一本勝ちして3位となった。
2003年2月のドイツ国際では、2回戦でボッシュに指導で敗れると、敗者復活戦でもベームに指導を取られて敗れ、メダルを獲得できずに終わった。
4月の体重別では決勝で貝山を注意で破り、63kg級で優勝した順恵とともに今大会初の姉妹優勝を飾った。
5月の実業柔道団体では、前年に続いて2連覇を飾った。
9月に大阪で開催された世界選手権では、初戦で今まで分のよくなかったベームに崩上四方固で一本勝ちすると、準決勝ではボッシュに合技、決勝ではキューバのレイエンを大内刈で破り、オール一本勝ちで今大会2連覇を達成した。また、この大会から設けられた国別団体戦にも出場して、決勝の中国戦で秦東亜に勝利するなどチームの優勝に貢献した。
大会直前は気持ちが非常に落ち込んで練習の最中にも泣いてしまったことがあるが、それによって逆に心がすっきりして練習にも集中して打ち込めて、試合では自分が自分でないような不思議な感覚を抱いて、自信を持って冷静に対応できて全く負ける気がしなかったという。
2002年は全体的に不調だったこともあり、監督の吉村和郎が｢今までのスランプは何だったんだ｣と今大会の圧勝ぶりにコメントを寄せたが、本人によると2002年は本気で勝とうとする気持ちがなかったという。また、自分としては特にスランプだったとは思っていなかったとも語った。
10月には国体成年女子の部に静岡代表として出場して2位となった。
12月の福岡国際では、決勝で淑徳大学3年の岡明日香に崩袈裟固で一本勝ちして、63kg級で優勝した妹の順恵とともに個人戦の国際大会で初の姉妹優勝を飾った。
2004年4月の体重別では、準決勝で東海大学4年の山下亜希に内股で一本負けして3位に終わったが、アテネオリンピック代表に選ばれた。
5月にカザフスタンのアルマトイで開催されたアジア選手権では、決勝で北朝鮮のキム・リョンミから大外刈で技ありを取って優勝した。
8月のアテネオリンピックでは、初戦でスイスのセリタ・シュッツを横四方固、3回戦でスラカから大内刈で有効　準々決勝でジャックを大内刈、準決勝でオーストラリアのキャサリン・アーラブを大外刈でそれぞれ破ると、決勝ではボッシュに先に指導を取られるが、3分過ぎに袖釣込腰で一本勝ちして優勝を果たした。
ボッシュとは何度も対戦しているが、組み手争いばかりしてくる反則狙いのポイント柔道で、おまけに自分の頭を叩いてきたりするので絶対許せない、絶対勝たないといけない相手だったという。また、試合後の会見で一本を取るのが柔道の魅力とボッシュが語った時は、それと相反するような柔道をやってきているのにと驚きを隠せなかった。

#### 北京オリンピックまで
2005年2月にはフランス国際に出場するが、決勝でボッシュに指導3を取られて2位に終わった。
2005年4月の体重別では、了徳寺学園職員の七條芳美から効果を取って勝ち、世界選手権代表に選ばれた。
5月の実業柔道団体では、決勝でコマツの渡邊美奈に一本勝ちしてチームに優勝をもたらした。
9月にエジプトのカイロで開催された世界選手権では、初戦でスラカに効果を取られて敗れ大会3連覇を逃すと、敗者復活戦でも裵恩惠に指導2を取られて敗れ、メダルを獲得できずに終わった。一方で、国別団体戦では3位となった。この時のふがいない敗戦がどうしても納得できなかったこともあり、「これは私じゃない、どんなことがあっても北京オリンピックまで現役を続ける」と決断した。
2006年4月の体重別では、決勝で岡に大外刈で一本勝ちして、アジア大会代表に選ばれた。
6月の実業柔道団体では2位に終わった。
12月にUAEのドーハで開催されたアジア大会では、初戦から今までに見せたことのない闘志を前面に剥き出した戦いぶりで勝ちあがり、決勝でも裵恩惠を序盤から圧倒して最後は小外刈で仕留めて、オール一本勝ちでの優勝を果たした。
しかしながら、続く福岡国際決勝では渡邊に終盤大外刈からの横四方固で一本負けして2位に終わった。
2007年4月の体重別では、初戦で東海大学4年の今井優子に有効を取られて敗れたことによって、1999年から続いていた代表の座から外れることになった。
5月の実業柔道団体決勝では、渡邊に背負投で一本負けして2位に終わった。
9月の世界選手権でコマツの岡が初戦で敗れたのを見て、やはりこの階級は自分こそが適任者だと再確認したという。
12月の嘉納杯では、準決勝でボッシュに効果で勝つと、決勝ではアメリカのロンダ・ラウジーをゴールデンスコアに入ってから大外刈の有効で破り、63kg級で谷本歩実に一本勝ちして優勝した順恵とともに姉妹優勝を果たした。
続いて団体戦の愛媛国際親善女子柔道大会に日本代表で出場して優勝を果たした。
2008年2月にはフランス国際に出場するが、準決勝でフランスのジブリズ・エマヌに裏投で一本負けするものの、3位決定戦では同じフランスのマリー・パスケから小外刈で一本勝ちして3位となった。
4月の体重別では準決勝で岡に指導1を取られて3位に終わるが、北京オリンピック代表に選ばれた。
続く済州島で開催されたアジア選手権では、決勝で韓国の朴佳軟から大外刈で技ありを取って優勝した。
8月の北京オリンピックでは、燃えるような闘志がありながら、怖いくらいに冷静な状態でいられるという、かつて経験したことのない感覚を味わっていた。そのように精神的にとても充実していたことから、絶対に金メダルを取れると確信に近い気持ちを抱いていた。その初戦では朴佳軟を上四方固　2回戦で中国の王娟に内股、準々決勝でハンガリーのアネット・メサロシュに合技でそれぞれ一本勝ちすると、準決勝ではボッシュから内股で技ありを取って勝つと、決勝では2月のドイツ国際63kg級決勝で順恵が指導1で破っているキューバのアナイシス・エルナンデスから開始46秒の朽木倒で一本勝ちして、オリンピック2連覇を達成した。優勝した際にも表情を変えず畳から降りてきた上野に対して、初代表の時からずっと付いてきた女子代表監督の日陰暢年が｢笑え、喜べ｣と指示したことで、ようやく手を挙げて喜びの表情を示した。後に、｢あれは無表情だったのではなく、技ありだったのか一本だったのか分からなかったからなんです｣と述べている。また、同じ年である66kg級の内柴正人の試合を見ていたら、のびのびと自分のペースで試合を進めて2連覇を達成していたので、それを見て自分もいける、優勝できると思ったという。
なお、北京オリンピック前には今大会に出場する外国選手23名全員の特徴を調べ上げて研究を施した結果、「私が一番強いと思います」と所属先の監督である柳沢久に宣言していた。柳澤もこれを受けて、「今は世界のどの選手もビデオなどで研究しているから、その上をいく新しい技も身につけなければならない。情報収集と分析は、自分で情報を集め、リポートを作成し考えることが重要」との認識を示した。また大会後には次のように語った。「雅恵選手は、オリンピック二連覇をしているが、単なる2つの金メダルではない。アテネで決めた技と北京で決めた技は全部違っている。世界の全選手が雅恵を目標に研究してきているので、同じ技では勝つことができない。雅恵には研究されたその上をいく練習があった」。

### 引退後
2009年3月16日には全日本柔道連盟に強化選手の辞退届を提出した。記者会見では引退という言葉は出なかったものの、事実上第一線から退くことになった。
その後は、かねてから関心のあったペットビジネスの専門学校に入学して、ペットグルーミング、ドッグトレーナー、動物看護師の三つの資格を取得したが、卒業後はその道に進まず、2011年2月からは三井住友海上柔道部のコーチとして柔道現場に復帰することになった。また、全国各地で開催される柔道教室や講演に出向いては、人間と動物との共生に関する話などをしているという。
さらに、8月にパリで開催された世界選手権では順恵のサポートを務めた。
2014年11月からは全日本女子代表チームの特別コーチに就任した。2016年10月には代表チームのコーチを退任した。
2017年12月には東京都東久留米市に長年の夢だったという犬専門のペットサロン「DOG58（ドッグゴワ）」を開業した。店名は愛犬のゴワにちなんで名付けられた。
2020年12月からは三井住友海上女子柔道部の監督に就任することになった。
2022年5月の実業団体で監督になって初優勝を果たした。
2025年3月には三井住友海上女子柔道部の監督を退任することになった。

## 柔道スタイル
組み手は左組みで、大内刈や大外刈で一本を取ることが多かった。また相手を崩すとすかさず寝技に持ち込む巧さがあった。
さらに、組み手がうまいので相手得意の形になかなか入らせず、また、相手の機先を制して自分の方から技を仕掛けていくので、終わって見れば優位を保持していることが多い。
2001年の世界選手権で優勝後は、腕の力を付けるだけでなく腹に力を入れることも覚えたことで体幹がしっかりするようになり、よりうまく力を使えるようになった。相手を一瞬組み止めて、すかさず技を仕掛けるのがもっとも得意な形だという。なお、70kg級は曲者でやりにくい外国選手が多かったものの、「相手にとっては私のほうが小さくてやりにくいはずだ」と思うことで、外国選手への苦手意識を持たないように努めていた。また外国選手は真っ向勝負で組みに来ることが多かったので組み手争いに多くを費やすことになる日本選手よりはやりやすかったと語っている。

## エピソード
- 何か嫌なことを言われた場合や、負けた相手のことは決して忘れない執念深い性格だという[39]。
- 妹2人によると、姉は妹達をいじめるのが好きなドSだという[25]。
- 175Rのファンであり、アテネオリンピックの決勝前には彼らの曲を聴いていたという[40]。

また、2005年の体重別で優勝した際には175Rの公式サイトに、｢友の活躍を見るとこちらも力が湧いてくる｣と祝福のコメントが掲載された。
- ピースの又吉直樹のファンでもある[5]。
- 犬が大好きなので、動物看護師の資格を生かして将来はペットショップを経営するのが夢だという。2017年には実際にペットショップを開業した[42]。

## 戦績
(66kg級での成績)
- 1996年 - 全国高等学校柔道選手権大会 2位
- 1996年 - フランスジュニア国際 3位
- 1996年 - 世界ジュニア柔道選手権大会女子代表派遣選考会 優勝
- 1997年 - 実業柔道選手権 優勝
- 1998年 - 皇后盃全日本女子柔道選手権大会（無差別） 2位

(これ以降は70kg級での成績)
- 1998年 - 全日本ジュニア 3位
- 1998年 - 選抜体重別 3位
- 1998年 - 実業柔道選手権 優勝
- 1998年 - 全国女子柔道体重別選手権大会 優勝
- 1999年 - 皇后盃全日本女子柔道選手権大会（無差別） 2位
- 1999年 - 福岡国際 3位
- 1999年 - ドイツ国際 3位
- 1999年 - 選抜体重別 3位
- 1999年 - 世界選手権 5位
- 1999年 - 全国女子柔道体重別選手権大会 優勝
- 2000年 - ドイツ国際 3位
- 2000年 - 選抜体重別 2位
- 2000年 - アジア柔道選手権大会 優勝
- 2000年 - シドニーオリンピック 3回戦敗退
- 2001年 - フランス国際 2位
- 2001年 - 選抜体重別 優勝
- 2001年 - 皇后盃全日本女子柔道選手権大会（無差別） 3位
- 2001年 - 世界選手権 優勝
- 2001年 - グランプリ・セビリア 3位
- 2002年 - フランス国際 優勝
- 2002年 - 選抜体重別 2位
- 2002年 - 皇后盃全日本女子柔道選手権大会（無差別） 3位
- 2002年 - 実業柔道団体 優勝
- 2002年 - ワールドカップ国別団体戦 妹の順恵とともに姉妹優勝
- 2002年 - アジア大会 3位
- 2002年 - 福岡国際 3位
- 2003年 - 選抜体重別 妹の順恵とともに姉妹優勝
- 2003年 - 実業柔道団体 優勝
- 2003年 - 世界選手権 優勝
- 2003年 - 福岡国際 妹の順恵とともに姉妹優勝
- 2004年 - 選抜体重別 3位
- 2004年 - アテネオリンピック 優勝
- 2005年 - フランス国際 2位
- 2005年 - 選抜体重別 妹の順恵とともに姉妹優勝
- 2005年 - 実業柔道団体 優勝
- 2005年 - 世界選手権 初戦敗退
- 2006年 - 選抜体重別 優勝
- 2006年 - 実業柔道団体 2位
- 2006年 - アジア大会 優勝
- 2006年 - 福岡国際 2位
- 2007年 - 選抜体重別 初戦敗退
- 2007年 - 実業柔道団体 2位
- 2007年 - 世界柔道団体選手権大会 3位
- 2007年 - 嘉納杯 妹の順恵とともに姉妹優勝
- 2008年 - フランス国際 3位
- 2008年 - 選抜体重別 3位
- 2008年 - アジア柔道選手権大会 優勝
- 2008年 - 北京オリンピック 優勝

(出典、JudoInside.com)。

## 有力選手との対戦成績
| 国籍               | 選手名               | 内容   |
| ------------------ | -------------------- | ------ |
| オランダの旗       | エディス・ボッシュ   | 5勝3敗 |
| フランスの旗       | ジブリズ・エマヌ     | 2勝1敗 |
| ドイツの旗         | アネット・ベーム     | 1勝3敗 |
| スロベニアの旗     | ラシャ・スラカ       | 2勝1敗 |
| キューバの旗       | シベリス・ベラネス   | 2敗    |
| キューバの旗       | レグラ・レイエン     | 3勝0敗 |
| ベルギーの旗       | ウラ・ウェルブルック | 3勝3敗 |
| イギリスの旗       | ケイト・ホーウェイ   | 2勝2敗 |
| イタリアの旗       | イレニア・スカピン   | 3勝1敗 |
| アメリカ合衆国の旗 | ロンダ・ラウジー     | 2勝    |

(参考資料：ベースボールマガジン社発行の近代柔道バックナンバー、JudoInside.com等)。